# 海玉琛
海玉琛（1919年—1990年），男，蒙古族，奉天（今辽宁）阜新人，中华人民共和国政治人物，曾任第四、五、六届全国人大代表，第五届全国人大常委会委员。